# Molphey
Molphey är en kommun i departementet Côte-d'Or i regionen Bourgogne-Franche-Comté i östra Frankrike. Kommunen ligger i kantonen Saulieu som tillhör arrondissementet Montbard. År 2022 hade Molphey 130 invånare.

## Befolkningsutveckling
Antalet invånare i kommunen Molphey
Referens:INSEE